# Саука
Саука (рум. Sauca) — село в Молдові в Окницькому районі. Утворює окрему комуну.
Розташоване за 21 км від Окниці і за 10 км від Атак. Перша документальна згадка датується 1634 роком.
В північній околиці села виявлений курган значних розмірів. Насип розорений земляними роботами. Інший курган висотою близько 1 м був знайдений на захід від Сауки біля шосейної дороги Окниця - Ґирбова - Атаки в урочищі «Ла Мовіле». Насип сильно розрівнена оранкою.
Через село проходить автострада європейського значення Е583.
В селі народився відомий молдовський поет Петру Задніпру. Зараз в селі працює музей Петру Задніпру.